# Монастырь Пастухов
Монастырь Пастухов (греч. Μονή τῶν Ποιµένων) — мужской монастырь Иерусалимской православной церкви, находящийся в городе Бейт-Сахур на Западном берегу реки Иордан в 2 км от центра Вифлеема. Монастырь является подворьем лавры преподобного Саввы Освященного.
Согласно преданию, на этом месте произошло явление ангелов пастухам и возвещение им о рождении Иисуса Христа в Вифлееме (Лк. 2:8-15). Это место также называется Полем Пастушков (Пастырей).

## История

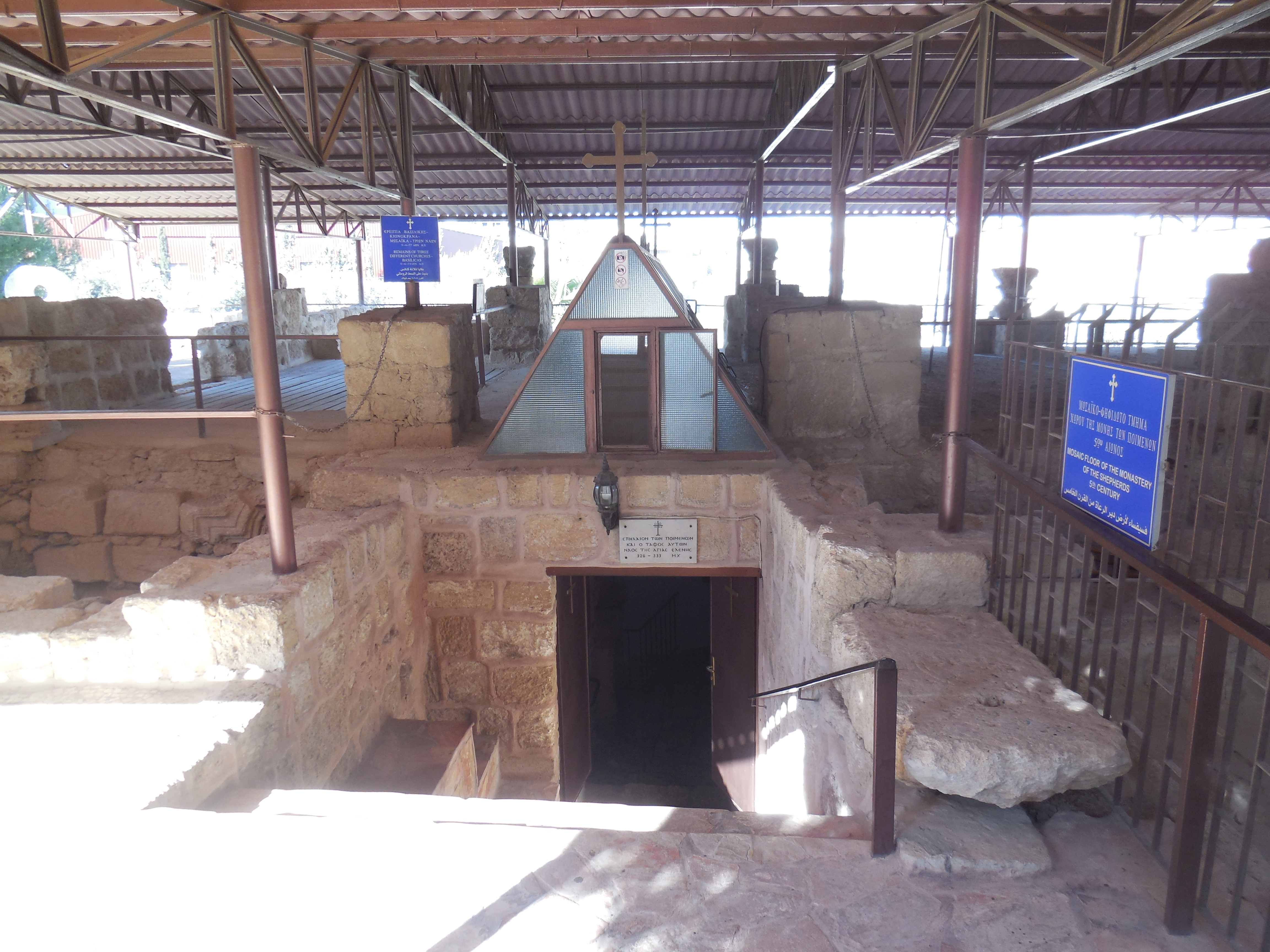
Вход в крипту IV века

В IV века на этом месте был сооружен небольшой храм. Согласно житию равноапостольных Константина и Елены (VIII век), он был основан императрицей Еленой. Пещера, которая служила пастырям, удостоившимся ангельского благовестия, ночлегом в Рождественскую ночь, и в которой они были похоронены, стала криптой этой церкви. Над могилой пастырей был сооружен престол. Над криптой в V веке была воздвигнута часовня, от которой до сих пор сохранилась сводчатая крыша. В VI веке при императоре Юстиниане I на месте часовни была построена большая базилика Пресвятой Богородицы и праведного Иосифа Обручника, являвшаяся соборным храмом монастыря. Монастырь был разрушен персами в 614 году, восстановлен в VII веке, но заброшен в X веке. 
Русский игумен Даниил (1105–1106 гг.) свидетельствовал, что над пещерою была создана церковь во имя святого Иосифа, и был монастырь, ныне же место разорено. От монастыря осталась только пещерная церковь (крипта),  находившаяся под опекой конгрегации Отцов-Праотцов Православной Церкви. Крипта посвящена Собору Пресвятой Богородицы, Иосифу Обручнику и пастырям.
В XV веке в крипте возобновилось православное богослужение. 
В 1989 году рядом с криптой было завершено строительство храма «Слава в вышних Богу», имеющий три придела в честь Собора Пресвятой Богородицы, великомученика Пантелеимона и Собора Архангелов. Храм представляет собой трехнефную базилику, расписан фресками в византийском стиле и имеет резной иконостас.   

## Описание

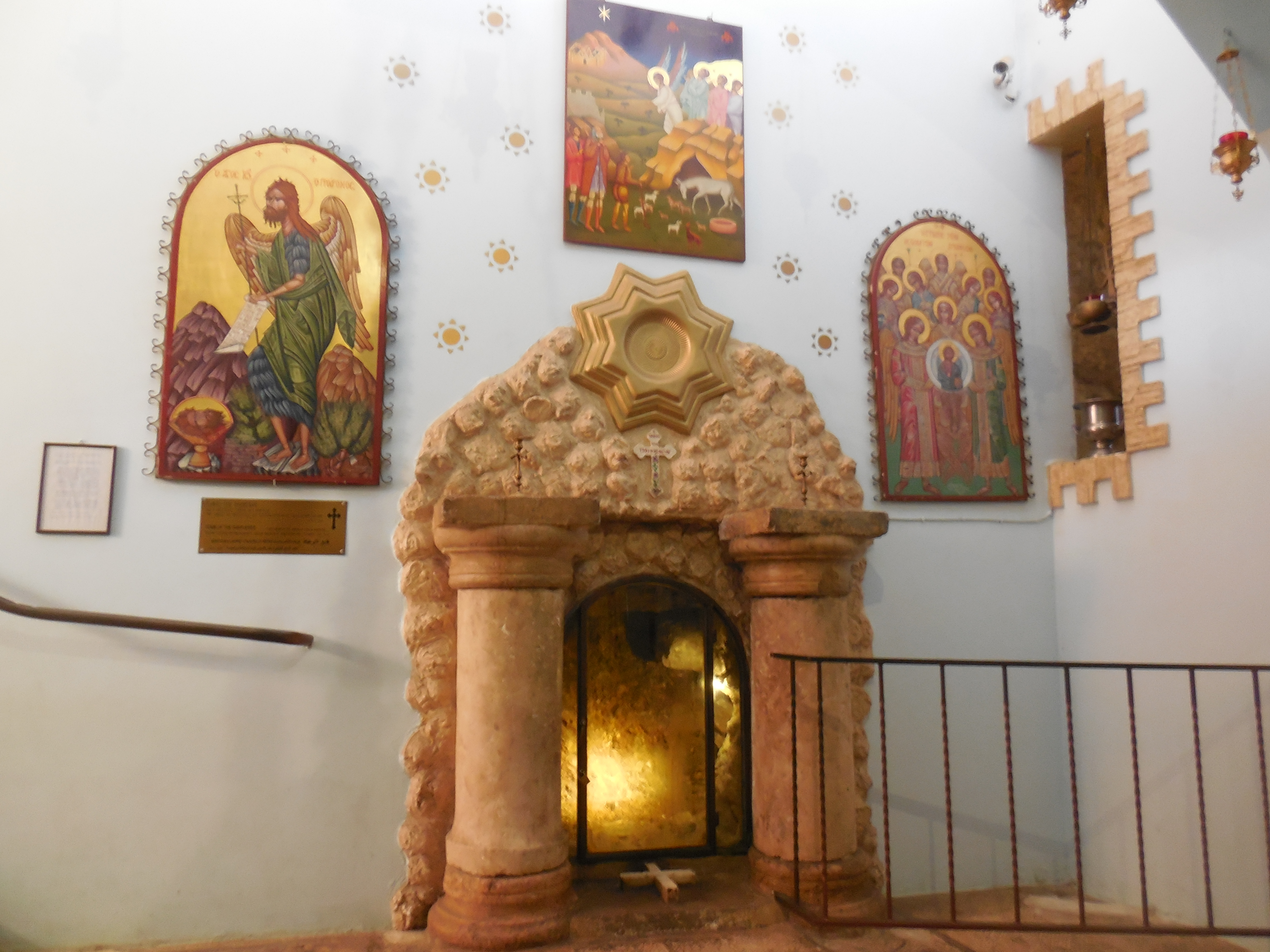
Место захоронения святых пастухов. Крипта монастыря

В крипте IV-VI веков, находящейся рядом с современным храмом, сохранились капители двух колонн, за которыми, по преданию, были погребены святые пастыри. Также в крипте находятся фрагменты мозаичного пола IV века. В настоящее время в монастыре около крипты сохранилось несколько оливковых деревьев, по преданию, со времен евангельских событий. Древние развалины в церковном дворе, по преданию, считаются остатками башни Гадер, упоминаемой в Ветхом Завете (Бытие. 35:21).

## Альтернативные места благовестия пастырям
Примерно в 700-х метрах к северу от монастыря находится место, которое католики идентифицируют как Поле Пастушков. Здесь также находится пещера. Над ней в 1954 году была построена католическая церковь в форме шатра, украшенная бронзовым ангелом. К северу от современного храма находятся руины византийской церкви конца IV — VI века. Ученые считают, что на этом месте находился один из монастырей Иудейской пустыни.
Многие протестанты считают Полем Пастушков место, находящееся в 1 км восточнее православного монастыря в социальном центре YMCA. Однако на этом месте нет древних останков.